# Sait Faik Abasiyanik
Sait Faik Abasiyanik, turški pripovednik, * 18. november 1906, Adapazarı, Osmansko cesarstvo, † 11. maj 1954, Carigrad, Turčija.
Je avtor dveh romanov in treh zbirk novel, s katerimi je prenovil turško prozo, zlasti jezikovno in psihološko (lirski pointilizem, melanholija, sentiment). Snovno je bil vezan na kozmopolitski Carigrad med obema vojnama. Njegovi liki so večinoma ribiči in potepuhi.

## Dela
- Vlačilec z imenom življenje (1944)
- Oblak na nebu (1951)
- Zadnje ptice (1952)